# وهيب بن خالد بن عجلان
وهيب بن خالد بن عجلان (107 هـ - 165 هـ)، الباهلي مولاهم، أبو بكر البصري الكرابيسي، أحد رواة الحديث النبوي من تابعي التابعين، ومن حفاظ البصرة الثقات. وكان ثقة حجة، يُملي من حفظه، سُجِنَ وهيب، فذهب بصره، وتوفي سنة خمس وستين ومائة، وقال أحمد بن حنبل: عاش ثمانيا وخمسين سنة. روى له الجماعة في كتبهم.

## روايته للحديث
- روى عن: إسحاق بن سويد العدوي، وأيوب السختياني، وجعفر بن محمد الصادق، وحميد الطويل، وخالد الحذاء، وخثيم بن عراك بن مالك، وداود بن أبي هند، وسعيد الجريري، وأبي حازم سلمة بن دينار، وسليمان الأسود، وسهيل بن أبي صالح، وصالح بن محمد بن زائدة أبي واقد الليثي، وعباس بن عبد الله بن معبد بن عباس، وعبد الله بن سوادة، وعبد الله بن شبرمة، وعبد الله بن طاووس، وعبد الله بن عثمان بن خثيم، و<عبد الله بن عون، وعبد العزيز بن صهيب، وعبد الملك بن جريج، وعبيد الله بن عمر العمري، وعلي بن زيد بن جدعان، وعمارة بن غزية، وعمر بن سعيد بن أبي حسين، وعمرو بن يحيى بن عمارة، وقدامة بن موسى، ومحمد بن جحادة، ومصعب بن محمد بن شرحبيل، ومنصور بن صفية، ومنصور بن المعتمر، وموسى بن عقبة، والنعمان بن راشد الجزري، وهشام بن عروة، ويحيى بن أبيإسحاق الحضرمي، و[[يحيى بن سعيد الأنصاري|يحيى] يحيى بن سعيد الأنصاري، ويونس بن عبيد، وأبي حيان التيمي.[3][4]
- روى عنه: إبراهيم بن الحجاج السامي، وأحمد بن إسحاق الحضرمي، وإسماعيل بن علية، وبهز بن أسد العمي، وحبان بن هلال، وحرمي بن حفص، وأبو أسامة حماد بن أسامة، وسليمان بن حرب، وأبو داود سليمان بن داود الطيالسي، وسهل بن بكار، وشيبان بن فروخ، وعبد الله بن سوار العنبري القاضي، وعبد الله بن المبارك، وعبد الأعلى بن حماد النرسي، وعبد الرحمن بن مهدي، وعبد الواحد بن غياث، وعبيد الله بن محمد بن عائشة، وعفان بن مسلم، والعلاء بن عبد الجبار العطار، والفضل بن عنبسة، ومحمد بن عبد الله الرقاشي، ومحمد بن الفضل عارم، ومحمد بن أبي نعيم الواسطي، ومسلم بن إبراهيم، ومعلى بن أسد العمي، وأبو هشام المغيرة بن سلمة المخزومي، وموسى بن إسماعيل، وهدبة بن خالد وأبو الوليد هشام بن عبد الملك الطيالسي، ويحيى بن آدم، ويحيى بن إسحاق السيلحيني، ويحيى بن حسان التنيسي، ويحيى بن سعيد القطان، وأبو سعيد مولى بني هاشم.[4][5]
- منزلته عند علماء الحديث: قال أبو حاتم الرازي: «ما أنقى حديثه، لا تكاد تجده يحدث عن الضعفاء، وهو ثقة، ويقال: إنه لم يكن بعد شعبة أعلم بالرجال منه»، قال العجلي: «ثبت ثقة». وقال صالح بن أحمد بن حنبل عن أبيه: «ليس به بأس». وذكره ابن حبان في الثقات وقال: كان متقنا. وقال يحيى ين معين: من أثبت شيوخ البصريين، وقال ابن حجر العسقلاني: ثقة ثبت لكنه تغير قليلا بأخرة، وقال العجلي: ثقة ثبت،[1] وقال عبد الرحمن بن مهدي: كان من أبصر أصحابه بالحديث والرجال، وكانوا يقولون: «الحفَّاظ أربعة: إسماعيل بن علية، وعبد الوارث، ووهيب، ويزيد بن زريع، وكانوا يؤدون اللفظ»، ورواية وهيب في الكتب الستة كلها.[2][5]